# Selenops tonteldoos
Espèce
Selenops tonteldoos est une espèce d'araignées aranéomorphes de la famille des Selenopidae.

## Distribution
Cette espèce est endémique du Mpumalanga en Afrique du Sud,.

## Étymologie
Son nom d'espèce lui a été donné en référence au lieu de sa découverte, Dullstroom Tonteldoos.

## Publication originale
- Corronca, 2005 : Four new species of Selenops (Araneae, Selenopidae) and comments on the distribution of Afrotropical species. Zootaxa, no 1003, p. 33-44.